# Jérémy Pied
Jérémy Pied (Grenoble, Franciaország, 1989. február 23. –) francia labdarúgó, aki jelenleg a Lille OSC csapatában játszik, hátvédként.

## Pályafutása

### Olympique Lyon
A Ligue 1-ben az Olympique Lyonnais színeiben mutatkozott be, az AS Monaco ellen, a 2010/11-es szezon első napján. A 0-0-s találkozón a 76. percben állt be. Kezdőként először az ötödik fordulóban kapott lehetőséget, a Valenciennes ellen, és első gólját is megszerezte, befejelve egy beadást. 2010. szeptember 14-én a Bajnokok Ligájában is bemutatkozhatott, egy Schalke 04 elleni találkozón. Jó teljesítménye miatt Claude Puel menedzser később még több lehetőséget adott neki. Október 2-án, az AS Nancy ellen a kezdőben kapott helyet és csapata második gólja előtt ő adta a gólpasszt Jimmy Briandnak. Október 17-én, a Lille OSC ellen piros lapot kapott, de csapata így is 3-1-re győzött. November 14-én egy kapáslövésből győztes gólt szerzett a Nice elleni bajnokin. December 3-án két évvel meghosszabbította szerződését a Lyonnal.

### OGC Nice
Pied 2012. augusztus 26-án 3 millió euróért a Nice-hez igazolt, ahol négy évre írt alá. A 2014/15-ös szezont kölcsönben a Guingampnál töltötte.

### Southampton
2016. augusztus 1-jén ingyen leigazolta a korábbi menedzsere, Claude Puel által irányított Southampton. Augusztus 13-án, a Watford ellen debütált.